# Клаар, Альфред
Альфред Клаар (нем. Alfred Klaar; имя при рождении Аарон Карпелес, нем. Aaron Karpeles, 7 ноября 1848, Прага — 4 ноября 1927, Берлин) — немецкий литературовед, критик и драматург.

## Биография
Альфред Клаар родился 7 ноября 1848 года в городе Праге в еврейской семье, однако перешёл в католичество. Выступал как театральный и художественный критик, а также редактор, в немецких газетах Праги. Одновременно преподавал историю литературы в Высшем немецком техническом училище в Праге, с 1898 года — профессор. Принадлежал к идейным лидерам немецкой общины в Чехии.
В 1899 году перебрался в Берлин, преподавал в Шарлоттенбургском техническом училище, сотрудничал как фельетонист с газетой Berliner Neueste Nachrichten, в 1901—1912 гг. театральный обозреватель Vossische Zeitung. Возглавлял Объединение берлинских театральных критиков.
Исследователь творчества Франца Грильпарцера: написал его биографию (1890, ряд переизданий), составил собрание сочинений. Автор книг о Йозефе Викторе фон Шеффеле (1876), Иосифе II (1880), трёхтомного исследования «Современная драматургия, её направления и важнейшие представители» (нем. Das moderne Drama, dargestellt in seinen Richtungen und Hauptvertretern; 1883—1884), выдержавшей несколько изданий книги «Театр и общество» (нем. Schauspiel und Gesellschaft) и др. Опубликовал также несколько комедий собственного сочинения.